# سلاوا گریگوریان
سلاوا گریگوریان ( زادهٔ ۲۱ ژانویهٔ ۱۹۷۶) گیتارنواز ارمنی‌تبار اهل استرالیا است. 

## زندگی‌نامه
وی در ۲۱ ژانویهٔ ۱۹۷۶ در قزاقستان از والدینی به نام‌های ادوارد و ایرینا گریگوریان که هر دویشان نوازندگان حرفه‌ای ویولن بودند به دنیا آمد در سال ۱۹۸۱ به همراه خانواده‌اش به استرالیا مهاجرت نمود. وی در ملبورن بزرگ شد. گریگوریان در سن ۷ سالگی نزد پدرش شروع به فراگیری نواختن گیتار نمود. در سن ۱۲ سالگی به صورت حرفه‌ای نوازندگی نمود و نخستین اجرای انفرادی خویش در سن ۱۴ سالگی در سیدنی انجام داد. به دنبال موفقیت در رقابت بین‌المللی گیتار کلاسیک توکیو جایی که وی جوانترین فینالیست در تاریخچه این رقابت بود گریگوریان در سال ۱۹۹۵ برای ضبط چهار آلبوم انفرادی قراردادبست. سلاوا گریگوریان در سال ۲۰۰۲ برای «Sonatas & Fantasies»، در سال ۲۰۱۷ برای «_Cello Suites Volume I» و در سال ۲۰۱۸ برای «_Cello Suites Volume II» برنده جایزه ای‌آرآی‌ای بهترین آلبوم کلاسیک شد.